# Таранджелоз
Таранджелоз (осет. Таранджелоз, от груз. მთავარანგელოზი [Мтаварангэлози] «архангел») — дзуар в осетинской традиционной религии, одно из трёх, вместе с Мыкалгабырта и Реком, осетинских святилищ.

## Мифология
У святилища Таранджелоз в мае собирались жители сёл Трусовского ущелья, дзуаром которого считался Таранджелоз, и приносили в честь этого божества нескольких белых ягнят. К божеству Таранджелоз обращались с просьбой о ниспослании хорошего урожая, сохранении от падежа скота и благополучии людей.
Святилище Таранджелоз, согласно осетинскому нартскому эпосу, возникло на месте, где упала одна из трёх слёз Бога, пролитая по поводу гибели нарта Батрадза.

«И как бы знаменуя собою переход от одной цивилизации к другой, первые „храмы“ Осетии появляются только после смерти Нарта Батрадза, погубленного зэдами и дуагами по повелению опечаленного бога. Эти крупные святилища — Реком, Мыкалгабырта и Таранджелос якобы произошли от трёх слезинок, которые бог пролил над Батрадзом» 

## Источник
- Дзадзиев А. Б., Дзуцев Х.В., Караев С.М., Этнография и мифология осетин. Краткий словарь, Владикавказ, 1994, стр. 132, ISBN 5-7534-0537-1
- Ж. Дюмезиль, Осетинский эпос и мифология, Владикавказ, изд. Наука, 2001.